# Sân bay Albacete
Sân bay Albacete (ICAO: LEAB) là một sân bay ở Căn cứ không quân Los Llanos, 4 dặm về phía nam của thành phố Albacete, Tây Ban Nha. Sân bay này được kết nối bằng tuyến đường CM-3203. Sân bay này bắt đầu hoạt động dân dụng ngày 1 tháng 7 năm 2003. Chuyến bay đầu tiên của Hola Airlines đi quần đảo Balear. Cho đến khi việc xây dựng sân bay mới ở Ciudad Real hoàn thành thì sân bay Albacete vẫn là sân bay công cộng duy nhất ở Castilla La Mancha.

## Các hãng hàng không và các tuyến điểm
- Iberia Airlines
  - Iberia Regional operated by Air Nostrum (Barcelona)[3]

## Số liệu thống kê
Tổng lượng khách theo năm:
| Năm  | Lượt khách |
| 2003 | 4.666      |
| 2004 | 15.055     |
| 2005 | 15.992     |
| 2006 | 17.520     |
| ---- | ---------- |

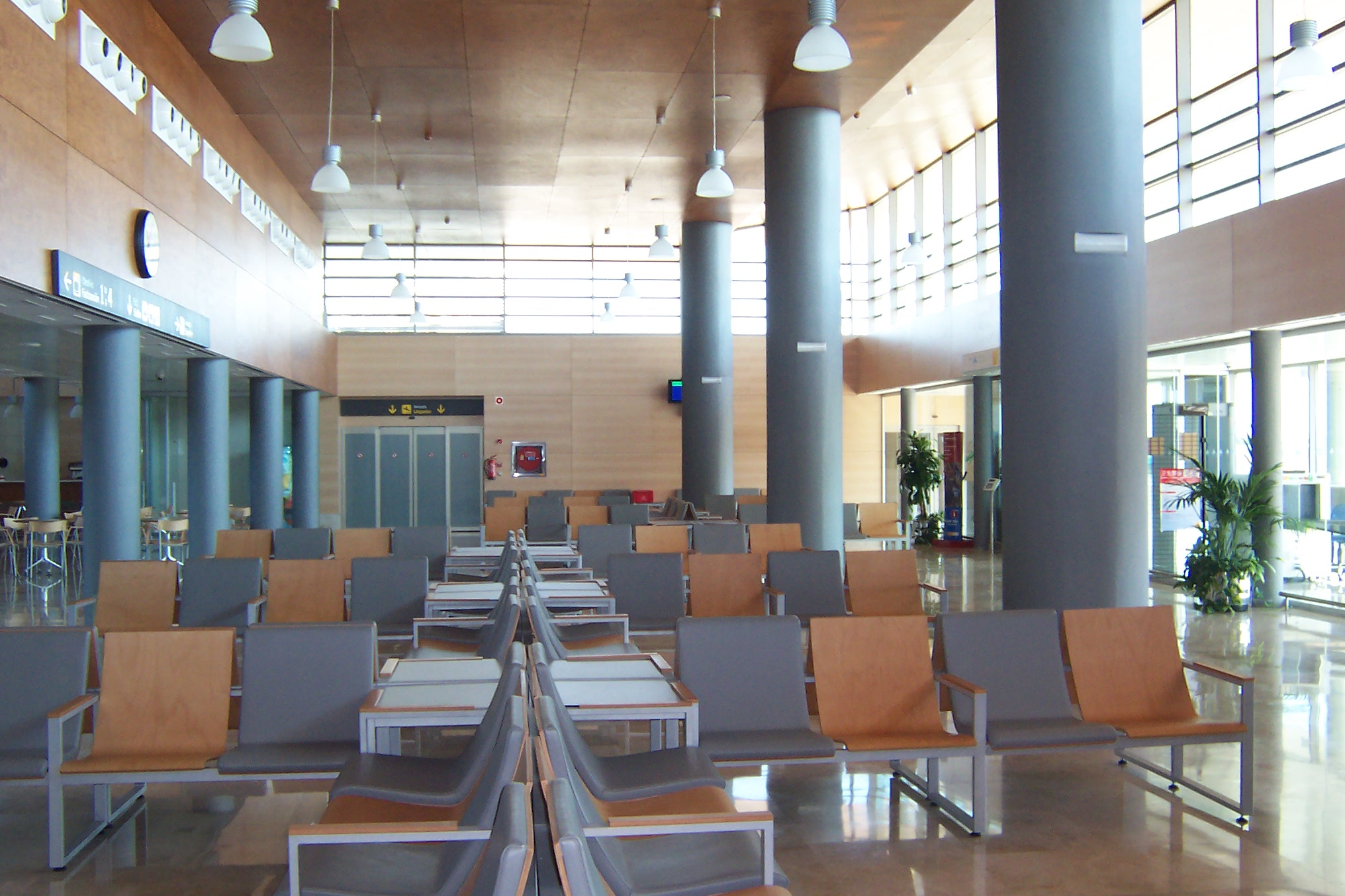
Bên trong nhà ga

Từ mùa Hè năm 2006 có 3 chuyến mỗi ngày nối với Palma de Mallorca và chuyến hàng tuần nối Tenerife, Barcelona.